# Сейл, Джон Бернард
Джон Бернард Сейл (англ. John Bernard Sale; 24 июня 1779, Виндзор — 16 сентября 1856, Лондон) — английский певец (бас), органист, музыкальный педагог. Сын певца Джона Сейла.
С 1785 года пел в хорах в Виндзоре и Итоне. С 1792 года участвовал в хоре, выступавшем на Концертах старинной музыки. С 1800 г. вокалист Вестминстерского аббатства (без принятия церковного сана), с 1803 года одновременно пел в Королевской капелле. С 1809 года органист вестминстерской Церкви Святой Маргариты. Как бас пел в Концертах старинной музыки в 1821—1838 гг. В 1826 году давал уроки пения принцессе Виктории. С 1838 года органист Королевской капеллы.
Опубликовал собрание псалмов и гимнов, адаптированных для исполнения в церкви Святой Маргариты (1837). Написал ряд песен, дуэтов, гли.